# Ferdinand Graf von Zeppelin – Stunde der Entscheidung
Ferdinand Graf von Zeppelin – Stunde der Entscheidung ist ein westdeutsches Fernsehspiel über das Leben Ferdinand von Zeppelins von Falk Harnack. Die Erstausstrahlung erfolgte am 2. Januar 1970 im ZDF.

## Handlung

### Einleitung
Gegenwart 1969/70, eine Boeing 727 der Lufthansa startet. Sprecher (Hellmut Lange): Täglich werden weltweit 4000 Flughäfen angeflogen. Vor 70 Jahren gab es in Deutschland noch keine lenkbaren Flugapparate. Heute braucht niemand mehr vom Fliegen zu träumen. Aber das heute Selbstverständliche begann nicht selbstverständlich. Am Anfang stand eine Idee, standen Männer, die den Mut hatten, sich lächerlich zu machen und den Mut, ihr Leben zu riskieren.
Am 2. Juli 1900 gelingt einem Mann in Deutschland der erste Flug mit einem gelenkten Luftschiff. Zwei weitere Luftschiffe folgen und werden zerstört oder beschädigt. Im August 1908 steht Ferdinand Graf von Zeppelin vor der schwersten Entscheidung seines Lebens.

### Hauptteil
Friedrichshafen Anfang August 1908. Das neue Luftschiff LZ 4 steht in seiner Halle auf dem Bodensee kurz vor dem Start. Am Ufer warten der Kriegsminister und ein Staatssekretär in Begleitung von Offizieren. Das Reich will Zeppelin zwei Millionen Mark bewilligen, wenn das Schiff 24 Stunden ununterbrochen in der Luft bleibt.
In mehreren Rückblenden in die Jahre von 1890 bis 1904 werden Zeppelins Konflikte mit dem Preußischen Kriegsministerium (KM) thematisiert. Dort hat man ihm offenbar übel genommen, dass er sich bei der Besetzung des Kommandeursposten des XIII. Armeekorps keinen Preußen gewünscht hat, sondern einen Schwaben. Auch sieht man sein Projekt nicht als ausgereift an, so der VDI. Hinzu kommt die Konkurrenz zum Flottenbau. Ein großer Konkurrent von Zeppelin ist Major Hans Groß, der offensichtlich im KM Zeppelins Bemühungen sabotiert.
Zeppelin hat nun seine und die finanziellen Mittel seiner Frau erschöpft. Kurz vor dem Start erfährt er, dass alle Mittel aufgebraucht sind. Seine Frau Isabella ist bereit, noch einmal ihre livländischen Güter zu beleihen. Doch die Wetterbedingungen verhindern einen pünktlichen Start. Auch Tochter Hella unterstützt ihren Vater: Es muss geflogen werden.
2. August 1908. Das Luftschiff gleitet rückwärts aus der Halle. LZ 4 fliegt zum Rhein. Beim KM in Berlin treffen erste Presseberichte ein: LZ 4 fliegt über Straßburg und Worms nach Mainz. Die Presse jubelt: Ein neuer Erdteil wurde entdeckt, ein alter Menschheitstraum ist erfüllt. Kriegsminister von Einem muss zugeben, dass Zeppelin doch noch gesiegt hat – als 70-Jähriger.
Auf dem Rückflug muss LZ 4 bei Echterdingen landen. Zeppelin und ein Begleiter nehmen in einem Gasthaus eine Mahlzeit ein; Wirt und Gäste sind von Zeppelins Tat begeistert. Doch dann trifft eine Hiobsbotschaft ein: Eine Windbö hat das Schiff losgerissen und zerstört.
Zeppelins Pläne scheinen endgültig gescheitert zu sein. Doch dann geschieht das „Wunder“: Innerhalb kürzester Zeit werden über sechs Millionen Mark gespendet, damit der Graf seine Arbeit fortführen kann. Groß behauptet nun, Zeppelin habe seine Luftschiffidee von David Schwarz kopiert. Zeppelin ist empört und will sich mit Groß duellieren, was jedoch Kaiser Wilhelm II. untersagt.
1914. Zeppelin hat es geschafft. Seine Geschäfte laufen gut, der zivile Luftverkehr nimmt stetig zu. Doch da bricht der Erste Weltkrieg aus. Zeppelin fordert einen uneingeschränkten Luftkrieg analog zum uneingeschränkten U-Boot-Krieg. Seine Mitarbeiter Ludwig Dürr und Dr. Hugo Eckener haben jedoch schwerste Bedenken. Die andere Seite werde zurückschlagen, der Krieg so ins Hinterland getragen und damit die Zivilbevölkerung betroffen.
Ein Luftschiffangriff über England. Zeppelin lehnt die beschwichtigende Politik von Reichskanzler Bethmann-Hollweg ab, der zu zaghaft sei. Der Graf will öffentlich gegen den Kanzler auftreten und wird im KM vorstellig. Doch der Staatssekretär warnt ihn: Die gegnerische Flugabwehr ist durchaus erfolgreich. Die Luftschiffe sind nicht nur durch ihre Größe verwundbar, sondern auch durch den leicht entzündlichen Wasserstoff. Als Zeppelin verlangt, zum Kriegsminister vorgelassen zu werden, legt ihm der Staatssekretär ein Schreiben vor, in dem er vom Reichskanzler und Kaiser Wilhelm II. aufgefordert wird, sich öffentlich nur noch in Absprache mit dem Kanzler zu äußern. Widerwillig unterschreibt Zeppelin, doch auch seine Tochter Hella erklärt ihm, dass er mit seinen Forderungen auf einem falschen Weg ist.
Zeppelin stirbt am 8. März 1917 in Berlin. Sein Begräbnis wird zu einem Massen- und Medienereignis (Dokumentaraufnahmen vom Begräbnis). Nach dem Ende des Weltkriegs können Luftschiffe endlich wieder ihre zivile Aufgabe übernehmen. Sie dienen dem wissenschaftlichen, technischen und kulturellen Fortschritt. Unter Eckeners Leitung wird mit dem Luftschiff Graf Zeppelin der Linienflugverkehr nach Südamerika und in die USA aufgenommen. 1931 ist die Vermessung der Nordpolargebiete eine Weltsensation.
Doch am 6. Mai 1937 wird die Hindenburg in der Katastrophe von Lakehurst vernichtet. Aufgrund von Adolf Hitlers aggressiver Außenpolitik sind die USA misstrauisch geworden und erlauben keinen Export von nicht brennbarem Helium für die Zeppeline. Damit findet die deutsche Luftschifffahrt noch vor dem Beginn des Zweiten Weltkriegs ein abruptes Ende.

### Epilog
Der Sprecher erklärt, dass das letzte Kapitel über Zeppelin und seine Luftschiffe noch nicht abgeschlossen zu sein scheint. Aus Ost und West sind Pläne bekannt, die möglicherweise den Beginn einer neuen Luftschiffära einleiten.

## Produktion
Die Produktion besteht aus einer Montage aus Spielszenen, Animation und Dokumentarfilmaufnahmen. Einige Szenen sind eventuell dem Film Himmelstürmer (D 1941, Regie Walter Jerven) entnommen. Die Trickaufnahmen stammen von Vinzenz Sandner; gedreht wurde in den Bavaria-Studios und im Fernsehstudio München (FSM). Die Bauten stammten von Hans Ehegartner.

## Kritik
„… Alle Stationen dieses Lebens eines besessenen Pioniers der Luftschiffahrt spiegelte das Dokumentarspiel Hans Wieses getreulich wider: Geschichtsunterricht in Uniform, Kostümen, gut getroffenen Masken und mit eingeblendeten Wochenschauberichten.“

Die oldenburgische Nordwest-Zeitung (NWZ) sah statt einer chronologischen Aufzeichnung den menschlichen Konflikt in den Mittelpunkt gerückt.

## Überlieferung
Der Film wurde am 6. Januar 2004 auf Phoenix erneut ausgestrahlt. Bisher (Stand 2023) ist keine DVD-Edition erschienen.